# هارولد كينيث وود
هارولد كينيث وود (بالإنجليزية: Harold Kenneth Wood)‏ (و. 1906 – 1972 م) هو محامي، وقاضي من الولايات المتحدة الأمريكية.